# Választójog
Választójognak nevezzük az állam polgárainak azon jogát, melynek során részt vesznek a közösség képviselőtestületének, vezetőjének a megválasztásában illetve a népszavazáson.

## Főbb elvei
A demokratikus rendszerekben a választójog általános, egyenlő, közvetlen és titkos szavazással érvényesül.

### Az aktív választójog kiterjedése
- Általános választójog esetében minden nagykorú állampolgár szavazati joggal rendelkezik. Kizáró okokról az Alkotmány maga rendelkezik, így az elítélteknek nincs választójoguk. A gondnokság alá vétel folyamán a bírónak joga van arról ítélni, hogy meghagyja-e a választójogot. 1869-ben Wyoming szavazati jogot adott a nőknek, és így a női szavazati jog megadásában első államként szerepel.
- A korlátozott választójog a vagyoni, műveltségi és más cenzusokra épülő választási rendszerként működik. A köz ügyeiben való részvétel kevesek lehetőségét jelenti a gyakorlatban.

### A választójog egyenlősége
Minden választásra jogosultnak azonos értékű szavazati joggal kell rendelkeznie, de ez nem jelenti azt, hogy mindenkinek a szavazata egyenlő hatásfokú. Az egyenlőség elve azt jelenti, hogy minden szavazásra jogosult egyenlő jogokkal vesz részt a választásban. 3/1991. (II. 7.) Alkotmánybírósági Határozat az egyenlőség elvét a következőképpen értelmezi: a választójog egyenlősége nem jelenti és nem is jelentheti a választáskor kifejezett politikai akaratok csorbítatlanul egyenlő érvényesülését.

### A szavazás közvetlensége
- A választópolgárok közvetlenül a jelöltekre szavaznak a választások során.
- Közvetett választásokra például kifejezetten és csakis az elnök megválasztására választott képviselők (elektorok) útján történő szavazás, képviselő-testületek által történő közvetett választás.

### A szavazás titkossága
A választópolgárok a szavazat tartalmának nyilvánosságra kerülése nélkül titkosan adhatják le a szavazatukat.

### Részvételi kötelezettség
- Nem kötelező a választójog gyakorlása, az a választópolgár szabad elhatározásán alapul.
- Kötelező, amit jogszabály ír elő. Belgium egyike annak a néhány országnak, amelynek kötelező szavazórendszere van, így rendelkezhet a legnagyobb részvételi eredményekkel a világon. Ausztráliában ugyancsak kötelező a regisztráció és a választás a 18 évet betöltött állampolgároknak.

### Passzív választójog
Mely azt szabályozza, hogy ki választható képviselővé, illetve milyen további összeférhetetlenségi szabályok vonatkoznak a képviselőkre.